# Joseph von Wallis
Graf Joseph von Wallis (* 31. August 1767 in Prag; † 18. November 1818 in Wien) war ein kaiserlich österreichischer Staatsmann, u. a. Finanzminister und Ritter des Ordens vom Goldenen Vlies. 

## Herkunft
Er entstammte der jüngeren Linie der ursprünglich irischen Familie Wallis von Carighmain. Seine Eltern waren der Appellations-Vizepräsident Graf Franz Ernst von Wallis (* 28. Februar 1729; † 18. April 1784) und dessen Ehefrau Gräfin Maria Maximiliana von Schaffgotsch (* 6. Februar 1741; † nach 1805).

## Leben
Seine schulische Bildung erhielt er unter der Leitung des Pädagogen August Zippe. Er trat nach dem Studium in den österreichischen Staatsdienst ein und begann bei den niederösterreichischen Landrecht seine öffentliche Laufbahn. Bereits nach neun Monaten wurde er Landrat, 1795 Appellationsrat und Prüfungshofkommissar bei der Arczierengarde der galizischen Abteilung.
Im Jahr 1797 trat er als Freiwilliger der Armee bei und erhielt dazu eine Ehrenmünze. 1798 wurde er zum Hofrat bei der vereinigten Hofkanzlei ernannt. Dort war er bis 1802 für Böhmen zuständig. Er bekam er die Stelle eines Oberstlandrichters, dazu die Ernennung zum Geheimen Rat, und einige Jahre später wegen seiner Bemühungen um die Verbesserung der Gerichtspflege die Stelle des Appellations-Präsidenten. Am 1. Januar 1805 erhielt er seine Ernennung zum Gouverneur von Mähren und Schlesien. Am 17. Juni 1805 wurde er vom Kaiser nach Wien geholt, um seinen Eid als Oberstburggraf von Böhmen vor dem Kaiser abzulegen. Kurze Zeit führte der Dritte Koalitionskrieg die Franzosen bis vor Wien. Graf Wallis fiel die Aufgabe zu die Truppen zu versorgen. Nach dem Frieden von Pressburg wurde er am 12. Januar 1806 mit dem Kommandeurskreuz des St. Stephansordens ausgezeichnet, 1808 erhielt er auch das Großkreuz. Wallis errichtete die Landwehr und sorgte auch für die übrige Rüstung. Beim Ausbruch des Fünften Koalitionskriegs nahm in das Amt des Oberstburggrafen in Anspruch. Jetzt organisierte er die Versorgung der Verwundeten und die Ergänzung der böhmischen Truppen. Die Regimenter kämpften bei Aspern, Wagram und Znaim. In der inneren Organisation organisierte er die Unterstützung der Armen. Er gründete die Anstalt zur Heilung und Bildung der Blinden; außerdem erfand er die Sitte, zu Geburts- und Namensfeste des Landesfürsten Geld an die Armen zu verteilen. Am 15. Juli 1810 wurde er zum Präsidenten der Hofkammer ernannt.
Vom 15. Juli 1810 bis zum 16. April 1813 war er österreichischer Finanzminister und musste den aus den verlorenen Kriegen folgenden Staatsbankrott bewältigen. Dabei schrumpfte der Wert der österreichischen Währung auf nur 20 %, was erhebliche Unruhe verursachte. Die Wiener dichteten darauf die 20 W: Wie wohl war Wien wie Wallis’ Worte Wiener Währung waren. Wie weh ward Wien wie Wallis’ Worte Wiener Währung wurden. 
Da seine Maßnahmen sehr umstritten waren, wurde er abberufen. Anschließend wurde er Staats- und Konferenzminister im Staatsrat und kümmerte sich bis 1815 wieder um die Versorgung der Soldaten und Verwundeten. Dafür erhielt er am Ende des Krieges das goldene Zivilverdienstkreuz. Am 23. Dezember 1817 wurde er noch zum Präsidenten der obersten Justizstelle und der Gesetzgebungshofkommission ernannt. Zeitgleich wurde ihm der Orden vom Goldenen Vlies verliehen. Im Jahr darauf erlitt er einen Schlaganfall und starb am 18. November 1818.
Auf seinen mährischen Gütern Budischkowitz, Budwitsch und Butsch etablierte er eine hervorragende Obstzucht. Sein Katalog enthielt 415 Apfel-, 380 Birnen-, 116 Pflaumen-, 233 Kirschen- und Weichselsorten. Besonders im Schlossgarten in Budischkowitz wuchsen neue Pflanzen. An zahlreichen Straßen in Mähren ließ er Obstbäume pflanzen.

## Familie
Wallis heiratete am 11. September 1788 die Gräfin Maria Luise von Waldstein-Dux (* 11. Juni 1768; † 25. September 1826), jüngste Tochter von Emanuel Philibert von Waldstein-Wartenberg. Das Paar hatte mehrere Kinder:
- Maximilian (* 27. Juni 1789; † 30. Juli 1864), Mitglied des böhmischen Landtages ⚭ 1819 Gräfin Maria von Hoyos-Sprinzenstein (* 22. Juli 1800; † 4. Dezember 1882), Tochter von Johann Ernst Hoyos-Sprinzenstein
- Ludwig (* 15. Februar 1794; † Juni 1848), k.k. Kämmerer ⚭ Anna Edle von Bohr (* 1802; † 29. Februar 1876)